# 寶治
寳治（1247年二月二十八日至1249年三月十八日）是日本的年號之一。這個時代的天皇是後深草天皇，由後嵯峨上皇實施院政。鎌倉幕府征夷大將軍為藤原賴嗣、執權為北條時賴。

## 改元
- 寬元五年二月二十八日（1247年4月5日）改元寳治
- 寳治三年三月十八日（1249年5月2日）改元建長

## 出處
《春秋繁露·通國身》：「氣之清者為精，人之清者為賢，治身者以積精為寳，治國者以積賢為道。」

## 紀年、西曆、干支對照表
| 寳治       | 元年   | 二年   | 三年   |
| 儒略曆日期 | 1247年 | 1248年 | 1249年 |
| 干支       | 丁未   | 戊申   | 己酉   |